# Jocs Insulars de 2009
Els Jocs Insulars de 2009 es van disputar a les Illes Åland entre el 27 de juny i el 4 de juliol amb la participació de 25 seleccions competint en 15 esports. Va ser la XIII edició dels Jocs Insulars.

## Esports
Els 15 esports triats per la XIII edició van ser:
| - Atletisme - Bàdminton - Basquetbol - Futbol - Golf | - Gimnàstica - Judo - Vela - Tir olímpic - Natació | - Tennis - Tennis taula - Tir amb arc - Voleibol - Windsurf |

## Medaller
|    | Illa                    | Or | Argent | Bronze | T  |
| 1  | Illes Fèroe             | 34 | 23     | 24     | 81 |
| 2  | Illa de Man             | 29 | 30     | 29     | 88 |
| 3  | Jersey                  | 24 | 37     | 19     | 80 |
| 4  | Guernsey                | 21 | 12     | 27     | 60 |
| 5  | Gotland                 | 21 | 11     | 23     | 55 |
| 6  | Illes Åland             | 16 | 19     | 18     | 53 |
| 7  | Bermuda                 | 14 | 6      | 12     | 32 |
| 8  | Menorca                 | 9  | 7      | 11     | 27 |
| 9  | Illes Caiman            | 7  | 4      | 3      | 14 |
| 10 | Saaremaa                | 6  | 9      | 10     | 25 |
| 11 | Illa de Wight           | 4  | 6      | 8      | 18 |
| 12 | Gibraltar               | 4  | 3      | 8      | 15 |
| 13 | Rodes                   | 3  | 8      | 7      | 18 |
| 14 | Illes Shetland          | 2  | 1      | 7      | 10 |
| 15 | Groenlàndia             | 1  | 4      | 3      | 8  |
| 16 | Orkney                  | 1  | 2      | 3      | 6  |
| 17 | Hèbrides Exteriors      | 1  | 2      | 2      | 5  |
| 17 | Ynys Môn                | 1  | 2      | 2      | 5  |
| 19 | Hitra                   | 0  | 2      | 0      | 2  |
| 19 | Sark                    | 0  | 2      | 0      | 2  |
| 21 | Alderney                | 0  | 0      | 0      | 0  |
| 21 | Illes Malvines          | 0  | 0      | 0      | 0  |
| 21 | Frøya                   | 0  | 0      | 0      | 0  |
| 21 | Illa del Príncep Eduard | 0  | 0      | 0      | 0  |
| 21 | Santa Helena            | 0  | 0      | 0      | 0  |

## Menorca
L'illa de Menorca va participar per segona vegada als Jocs Insulars i en aquesta edició va aconseguir 9 medalles d'or, 7 d'argent i 11 de bronze.
| Esport      | Modalitat                 | Esportista            | Med.   |
| ----------- | ------------------------- | --------------------- | ------ |
| Atletisme   | 400m tanques femení       | Àngela López          | Argent |
| Atletisme   | 100m tanques femení       | Àngela López          | Bronze |
| Bàdminton   | Individual masculí        | Eric Navarro Comes    | Bronze |
| Basquetbol  | Femení                    | Menorca               | Or     |
| Basquetbol  | Masculí                   | Menorca               | Argent |
| Gimnàstica  | Barra d'equilibris femení | Jéssica Gomila        | Bronze |
| Judo        | -100 kg. masculí          | Bruno Sánchez Arnau   | Bronze |
| Judo        | 81 kg. masculí            | Josep Escrivà Estruch | Bronze |
| Tennis      | Equip femení              | Menorca               | Or     |
| Tennis      | Dobles mixtes             | Curiel-Casasnovas     | Or     |
| Tennis      | Dobles femenins           | Sintes-Triay Pons     | Or     |
| Tennis      | Individual femení         | Gemma Triay Pons      | Argent |
| Tennis      | Individual femení         | Francesca Sintes      | Bronze |
| Tir amb arc | FITA recurve              | Borja Goñalons        | Or     |
| Tir amb arc | Compost                   | Sebastià Ametller     | Argent |
| Tir amb arc | Compost                   | Joaquin Lorente       | Bronze |
| Tir amb arc | Recurve                   | Borja Goñalons        | Bronze |
| Tir olímpic | Automatic Ball Trap       | Menorca               | Or     |
| Tir olímpic | Automatic Ball Trap       | Joan Josep Marquès    | Or     |
| Tir olímpic | Pistola esportiva 25 m.   | Llorenç Marquès       | Argent |
| Tir olímpic | Sporting Individual       | Joan Josep Marquès    | Argent |
| Vela        | Equips                    | Menorca               | Bronze |
| Voleibol    | Equips femenins           | Menorca               | Bronze |
| Windsurf    | Equips                    | Menorca               | Or     |
| Windsurf    | Masculí                   | Jonathan Dunnett      | Or     |
| Windsurf    | Masculí                   | Sebastià Mercadal     | Argent |
| Windsurf    | Maculí                    | Loren Mesquida        | Bronze |